# Nasonovia
Genre
Nasonovia est un genre d'insectes de l'ordre des hémiptères (les hémiptères sont caractérisés par leurs deux paires d'ailes dont l'une, en partie cornée, est transformée en hémiélytre).

## Liste des espèces
- Nasonovia ribisnigri (Mosley, 1841) - puceron de la laitue